# Rajá Buayan
Rajá Buayan es un municipio filipino de la provincia de Maguindánao.
El municipio de Rajah Buayan fue creado bajo el Muslim Mindanao Autonomy Act n.º 166 de 28 de octubre de 2002 y fue ratificado a través de plebiscito el 4 de septiembre de 2004 (National Statistical Coordination Board).

## Barangayes
Rajah Buayan se divide políticamente a 11 barangayes.
- Baital
- Bakat
- Dapantis
- Gaunan
- Malibpolok
- Mileb
- Panadtaban
- Pidsandawan
- Sampao
- Sapakan (Pob.)
- Tabungao

- Datos: Q212759

1. ↑  Worldpostalcodes.org, código postal n.º 9611.